# Башкирська народна пісня
Башкирська народна пісня — пісня, слова та музика якої склалися історично в ході розвитку башкирської культури. У народної пісні немає певного автора, або її автор невідомий.

## Історія
Складний етногенез башкирів вплинув на їх пісенну традицію, на жанровий склад пісень та їх мелодійні форми. Будучи скарбницею башкирської музично-поетичної культури, башкирські народні пісні займають визначне місце у художній творчості народу.
У назвах народних музичних творів башкирів вживається слово «кюй» (мелодія, наспів). Воно поєднується з прикметниками «озон» («довгий»), «киска» («короткий»), «урам» («вуличний»), «аул» («сільський») та іншими, що визначають характер наспіву.
Пізні пісенні форми та сюжети часто називаються власними іменами: «Буранбай-кюй» («Наспів Буранбаю»), «Габдрахман-кюй» («Наспів Габдрахману»), Біїш і т. д. Безіменні твори іменуються узагальнено — «озон-кюй», «киска-кюй» та ін.
У башкирській народній музичній свідомості склалася бінарна термінологічна пара — «озон-кюй» та «киска-кюй», що визначає ознаки мелодії. Між цими полюсами розташовано інші мелодійні типи, за кожним з яких башкирами закріплено свій термин: середньопротяжний «халмак-кюй» (дослівно «плавний наспів»), що тяжіє по темпу до «озон-кюю», а по рівномірно пульсуючому ритму — до «киска-кюю».
Башкирські сесени (народні оповідачі) для позначення речитативного, або декламаційного стилю розспіву епічних піснеспівів вживають словосполучення «хамак-кюй» — форма розспіву епічних піснеспівів — «кубаіри» (дослівно «схвальні, героїчні пісні»), що розповідають про батирів, ватажків башкирських родів та племен.
У башкирських піснях є оповідно-речитативні піснеспіви, що називаються арабським словом «баіт» (двовірш), та відображають моральні та актуальні побутові мотиви. Релігійні уявлення башкирів закріплені в «мунажатах» — молитовних зверненнях до Бога.
У традиційних весільних обрядах обов'язкові «сенляу» (голосіння), що виконуються нареченою перед від'їздом з дому батьків. Цей обряд не обходиться без «теляків» — піснеспівів, у яких виражаються добрі побажання, настанови нареченій перед її входженням до родини чоловіка.
У середині XIX століття у башкирів поширились необрядові «такмаки», що виконуються як «киска-кюі» та є близькими до російських частівок.
Перші записи башкирського музичного фольклору зроблені ще наприкінці XIX століття оренбурзьким вчителем Г. Х. Єнікеєвим за допомогою А. І. Оводова. Перші публікації поміщені у книзі С. Г. Рибакова «Музика та пісні Уральських мусульман з нарисом їх побуту» (СПб., 1897). Серйозне дослідження башкирської народної пісні зробив Л. М. Лебединський у книзі «Башкирські народні пісні та наспіви» (М., 1965).

## Типологія
За змістом башкирські народні пісні поділяються на такі групи:
- історичні пісні: про історичні події та особистості; про місцевих правителів, кантонних начальників;[1] («Абдрахман кантон[ru]», «Кулуй-кантон», «Кагарман-кантон», «Тухфат», «Абдулла-ахун[ru]»)
- пісні про Вітчизняну війну 1812 року. («Друга армія», «Французька пісня», «Ескадрон», «Рудий кінь із зірочкою на лобі», «Кутузов[ru]», «Командир Кахим», «Любізар»)
- про життя та побут; про рідну сторону; («Армія», «Уіл» та «Дикі гуси», «Гайса-блукач», «Єльмерзяк», «Чоловік», «Не кричи, зозуля», «Зозуленька», «Ішмурза», «Ірендик»)
- пісні про коня, про полювання, про життя пастухів («Вороний іноходець», «Кульгавий буланий кінь», «Мисливець Юлготто», «Ірендек»)
- про засланців та втікачів;
- про кохання та жіночу долю;
- обрядові пісні, що присвячені до весільної обрядовості — зустріч сватів та гостей, роздача гостинців, розвага гостей, ритуальний танок на скрині з приданим, закінчення весілля, проводи сватів та гостей («Заріфа»), приурочені до весняного обрядового свята «Карга буткахи» («Гайворонова каша»);
- жартівливі пісні («Алти егет», «Закарія-камая», «Загара», «Гюль-кай моя», «Гульназіра, Яміля»);
- танцювальні пісни (такмаки) «Моя каблучка», «Добре по воду ходити»;
- «зимогор-кюй» — пісні, що популярні у бідних башкирів, що йдуть взимку працювати на копальні, рудники та в міста. Ці пісні відрізняються хвацькістю та гумористичною наснагою.
- гостьові пісні. Гостювання у башкирів зазвичай приурочені до свят (загальнонародних, сімейних), до весільних урочистостей. Гостя зустрічають з підвищеною увагою зі словами, які є у піснях «Золотий чи що?» («Алтин мікен?»), або «Друзі» («Дустар»,), «Усі друзі» («Йийин дустар»), «За столом». Незважаючи на назву пісні, у башкирів звичай «сидіти за столом» є чужорідним, запозиченим. Традиційно «застілля» відбувалися на застеленій підлозі або землі. До жанру гостьових відносяться пісни про кумис («ТСими? йири»), чаювання («Сей йири»), у яких оспівуються улюблені напої. Ці пісні також називаються кумисними.
- пісні про Салавата Юлаєва («Салават»).

За манерою виконання башкирські народні пісні поділяють на:
- узун-кюй — тривала, протяжна пісня;
- киска-кюй — коротка швидка пісня;
- кубаіри — героїчні сказання;
- баїти — побутові сказання. Мелодії баїтів підпорядковані структурам поетичних текстів, що складаються з двох або чотирьохстрічних строф. Кожен вірш має стійку кількість складів: 7 (4+3), 8 (4+4) и 10 (5+5). Під впливом жанру мунажат[2] у баітах з'явились більш складні 11 — (4+4+3) и 12-складні (4+4+4) структури.
- сенляу ~ голосіння;
- теляк — благі побажання нареченій;
- узляу або тамак курай — сольний двоголосий спів.

Сільські, вуличні пісні («аул-кюй», «урам-кюй») пов'язані з місцем виконання. Їх співають на сільській вулиці групи співаків, що йдуть на вечірку, на гуляння. Текст сільських пісень має елегійний характер: горе, плач, страждання, туга, сум, мрія, розчарування, життєво-філософські роздуми.

## Відомі збирачі
Музикант-етнограф С. Г. Рибаков, Р. Г. Ігнатьєв, Х. Ф. Ахметов, І. В. Салтиков, Г. 3. Сулейманов, Ф. А. Надршина, В. Я. Проппа, Б. Н. Путілов, A. M. Сулейманов, P. A. Султангареєва, К. В. Чистов, А. Абдуллін, Н. Альмеєва, Л. П. Атанова, Н. Ахметжанова, Р. Зелінський, X. Іхтисамов, Ф. Камаєв, Л. М. Лебединський, М. Нігмедзянов, Б. Магадєєва та ін.

## Відомі виконавці
А. Г. Галімов, Ф. Ф. Гараєв, Р. А. Гарєєв, М. Х. Хісматуллін, Б. Магадєєва, Ф. Бікбулатов, З. Махмутов, Ф. А. Кільдіярова, С. Абдуллін, И. Султанбаєв, А. Султанов, М. Гайнетдінов та ін.

## Цікаві факти
З метою пропаганди народних пісень, виявлення молодих талановитих виконавців, творчого зростання та вдосконалення професійної майстерності та виконавчої культури музикантів у Республіці Башкортостан проводяться конкурси башкирської народної пісні:
- Міжнародний телевізійний фестиваль-конкурс башкирської та татарської пісні «Туган Тел»
- Конкурс виконавців башкирських народних пісень «Оҙон көй»[4]
- Міжрегіональний конкурс виконавців башкирської пісні «Ірендик мондари»
- Районний конкурс виконавців башкирської народної пісні на приз ім. А.Султанова[5]
- Конкурс виконавців башкирських, татарських народних пісень ім. Мурата Ільбаєва.
- Конкурс виконавців башкирських народних пісень «Мелодії Дьоми».